# Strzeszek syn Wawrzyńca
Strzeszek syn Wawrzyńca (ur. w II połowie XIV wieku w Łagiewnikach, zm. w 1438 lub 1442) – kanonik gnieźnieński, poznański, scholastyk łęczycki.

## Życiorys
Urodził się pod Kłeckiem we wsi Łagiewniki po zachodniej stronie Jeziora Gorzuchowskiego. W mieście, które już od XIII wieku posiadało szkołę założoną przez osadników niemieckich przy farze odebrał zapewne początkową edukację (podstawa łaciny). Następnie wyjechał do Czech, gdzie w 1398 r. ukończył bakalat na Uniwersytecie Karola w Pradze. W 1402 r. otrzymał tytuł magistra praskiego. Rok później pełnił posługę jako wikariusz i altarysta w katedrze gnieźnieńskiej, a od 1411 r. działał również w Łowiczu. Od 1403 r. był plebanem w Witkowie. Kanonik gnieźnieński (1408 r.) i poznański (1411 r.). Był scholastykiem łęczyckim (1436 r.). Zmarł w 1438 r. lub 1442 r.